# Note'n Notes
| Recensione | Giudizio |
| ---------- | -------- |
| AllMusic   | [ 1 ]    |

Note'n Notes è un album in studio del pianista francese Michel Petrucciani, pubblicato nel 1984.

## Descrizione
L'album è stato registrato il 5 ottobre 1984 al Village Studio di Los Angeles, in California. È stato pubblicato dall'etichetta discografica Owl Records nel 1984 in formato LP, CD e musicassetta.

## Tracce
1. The Round Boy's Dance – 8:05 (Michel Petrucciani)
2. Prelude to a Kiss – 15:20 (Irving Gordon, Irving Mills, Duke Ellington)
3. Eugenia – 9:15 (Michel Petrucciani)
4. My Funny Valentine – 10:48 (Lorenz Hart, Richard Rodgers)

Durata totale: 43:28

## Crediti

### Musicisti
- Michel Petrucciani - pianoforte

### Personale tecnico
- Jean-Jacques Pussiau - produttore
- Guy Simon - ingegnere delle registrazioni
- Christian Orsini - cutting
- Bernard Amiard - grafica
- Fredrich Cantor - fotografia[2]